# جوليا مارتينيز
جوليا مارتينيز (بالإسبانية: Julia Martínez)‏ هي ممثلة إسبانية، ولدت في 5 ديسمبر 1931 في إسبانيا.

## وصلات خارجية
- جوليا مارتينيز على موقع IMDb (الإنجليزية)
- جوليا مارتينيز على موقع قاعدة بيانات الفيلم (الإنجليزية)